# おとめ座61番星b
おとめ座61番星b(61 Virginis b)は、おとめ座の方角にある5等級のG型主系列星であるおとめ座61番星の周囲を公転する太陽系外惑星である。この惑星の下限質量は5.1地球質量であり、スーパーアースの1例である。0.050201天文単位という恒星にかなり近い軌道を軌道離心率0.12で公転する。この惑星は、2009年12月14日にケック天文台及びアングロ・オーストラリアン天文台において、視線速度法を用いて発見された。

## 特徴

### 質量、半径、温度
おとめ座61番星bは、半径と質量が地球より大きいが海王星や天王星よりは小さいスーパーアースである。平衡温度は1,054 Kで、下限質量は約5.1地球質量、質量に基づく予測半径は1.6地球半径である。

### 主星
この惑星は、合計で3つの惑星を持つおとめ座61番星の周囲を公転している。恒星の質量は0.94太陽質量で、半径は0.98太陽半径である。温度は5531 Kで、約89.6億歳である。これに対し、太陽は約46億歳、温度は5778 Kである。金属量([Fe/H])は-0.03であり、太陽の94%と若干少ない。光度は、太陽の80%である。
恒星の視等級は、4.74であり、裸眼でも見える。

### 軌道
おとめ座61番星bは、主星から約0.05天文単位の軌道を4.21日かけて公転している（これに対し、水星の軌道は、太陽から約0.38天文単位である）。地球が太陽から受ける量の296.5倍の放射を受ける。
恐らく潮汐固定されており、常に昼の面と常に夜の面がある。

## 発見
おとめ座61番星bの探索は、恒星活動がドップラー分光法測定を完全に隠したり模倣したりしないとして、主星が視線速度法（ドップラー効果を観測することで、惑星の主星への重力が測定される）を用いた惑星探査の理想的な目標として選ばれたことで始まった。おとめ座61番星は、トランジット惑星の探索の際に一般的な誤検出の原因となる連星や高速回転星でもないことも確認された。
得られたデータの分析により、視線速度の変化は、惑星の存在を示す可能性が最も高いことが明らかとなった。5.1地球質量と惑星が軌道離心率0.12で主星から0.05天文単位の軌道を公転していると推測された。
スピッツァー宇宙望遠鏡を用いて惑星が主星の前を通過するのを検出する試みは、恒星の明るさに起因する技術的な問題によって成功しなかった。